# NBCUniversal Syndication Studios
NBCUniversal Syndication Studios (dříve NBCUniversal Television Distribution) je americká televizní distribuční společnost, součást konglomerátu NBCUniversal a distribuční odvětví televizní sítě NBC a produkční společnosti Universal Television.
Společnost vznikla jako NBC Universal Television Distribution v roce 2004 spojením společností NBC Enterprises a Universal Television Distribution. Současný název získala v roce 2021. K distribuovaným pořadům patří např. seriály Knight Rider, To je vražda, napsala, Zákon a pořádek, Xena, Battlestar Galactica, Kancl a Chicago Fire.